# 마터호른 고트하르트 철도
마터호른 고트하르트 철도(독일어: Matterhorn Gotthard Bahn)는 스위스의 협궤 철도 노선이자, 철도 회사(Matterhorn Gotthard Bahn AG, MGB)이다. 트랙 너비는 1,000mm이다. 푸르카 오버알프 철도(FO)와 BVZ 체르마트 철도(BVZ)의 합병을 통해 2003년에 만들어졌다. 이름은 마터호른과 고트하르트 고개를 나열한 이름이다.
그 네트워크는 길이 144km이며, 그라우뷘덴주의 디젠티스에서 발레주의 체르마트까지 우리주의 오버알프 고개와 안데르마트, 푸르카 베이스 터널, 브리크, 피스프를 통해 뻗어 있다. 안데르마트에서 지선(이전에는 독립된 쇨레넨반) 이 고트하르트 철도 터널의 북쪽 끝에 있는 괴세넨까지 이어진다.
네트워크는 접착 철도이지만, 가파른 경사에서 Abt 랙 지원을 사용한다.
레알프와 오버발트 사이의 노선은 해발 2,162m의 능선 높이에서 푸르카 고개를 넘어 1.87km 터널이 아래를 통과했다. 이것은 길이가 15.34km인 오늘날의 푸르카 베이스 터널의 해발 1,564m에 불과한 능선 높이와 비교된다. 관광객들에게 매우 매력적인 경치 좋은 노선인 옛 노선은 베테랑 증기기관을 사용하는 담프반 푸르카-베르크슈트레케(Dampfbahn Furka-Bergstrecke)(DFB)(푸르카 유산 철도)에 의해 운영된다.
디젠티스의 래티셰 철도와 연결되어 있으며, 빙하특급은 두 회사의 재고를 사용하여 체르마트에서 생모리츠까지 운행한다.

## 운행
빙하특급 외에도 현재 일정에는 브리크와 체르마트, 브리크와 괴세넨, 안데르마트와 디젠티스 사이를 통근하는 여객 열차가 있다. MGB는 또한 푸르카 베이스 터널을 통해 레알프와 오버발트 사이, 안데르마트와 세드룬 사이의 두 대의 자동차 셔틀 열차를 운영하고 있다.
대규모 화물 운송은 피스프와 체르마트 사이, 그리고 디젠티스와 세드룬 근처의 NRLA 건설 현장 사이에서만 이뤄진다.

## 사건 사고
- 2017년 9월 11일, 안데르마트역에서 기동 중이던 열차의 기관차가 자체 객차와 충돌했다. 이 사고로 약 30명이 부상당했다.[1]
- 2020년 7월 3일, 셔틀 열차가 30명의 승객을 태우고 있던 여객 열차의 측면을 충돌했다. 이 사고로 경미한 부상이 몇 건이 보고되었다. 충돌 사고는 이탈리아 국경 근처인 스위스 남부의 작은 마을 오버발트에서 발생했다. 이 사고로 알프스를 관통하는 마터호른 고트하르트 철도 열차 노선이 운행이 중단됐다.[2]

## 회사 구조
MGB는 3개의 회사로 구성되어 있다. BVZ의 브랜드 변경에서 탄생한 마터호른 고트하르트 AG(MGB), 이전의 FO인 마테호른 고트하르트 인프라스트럭쳐 AG(MGI), 관리 우산으로 새로운 주식회사인 마터호른 고트하르트 철도(MGM)로 설립되었다. MGB는 FO의 운영을 인수했으며, 그 대가로 BVZ의 인프라를 MGI에 양도했다. MGB는 BVZ 홀딩 AG(고르너그라트반 AG(GGB)도 소유)가 과반수를 소유하고 있는 반면, MGI 주식은 스위스 연방 정부와 주 정부에서 보유하고 있으며, MGM은 BVZ 홀딩스와 공공 부문이 동일한 지분으로 소유하고 있다.

## 갤러리

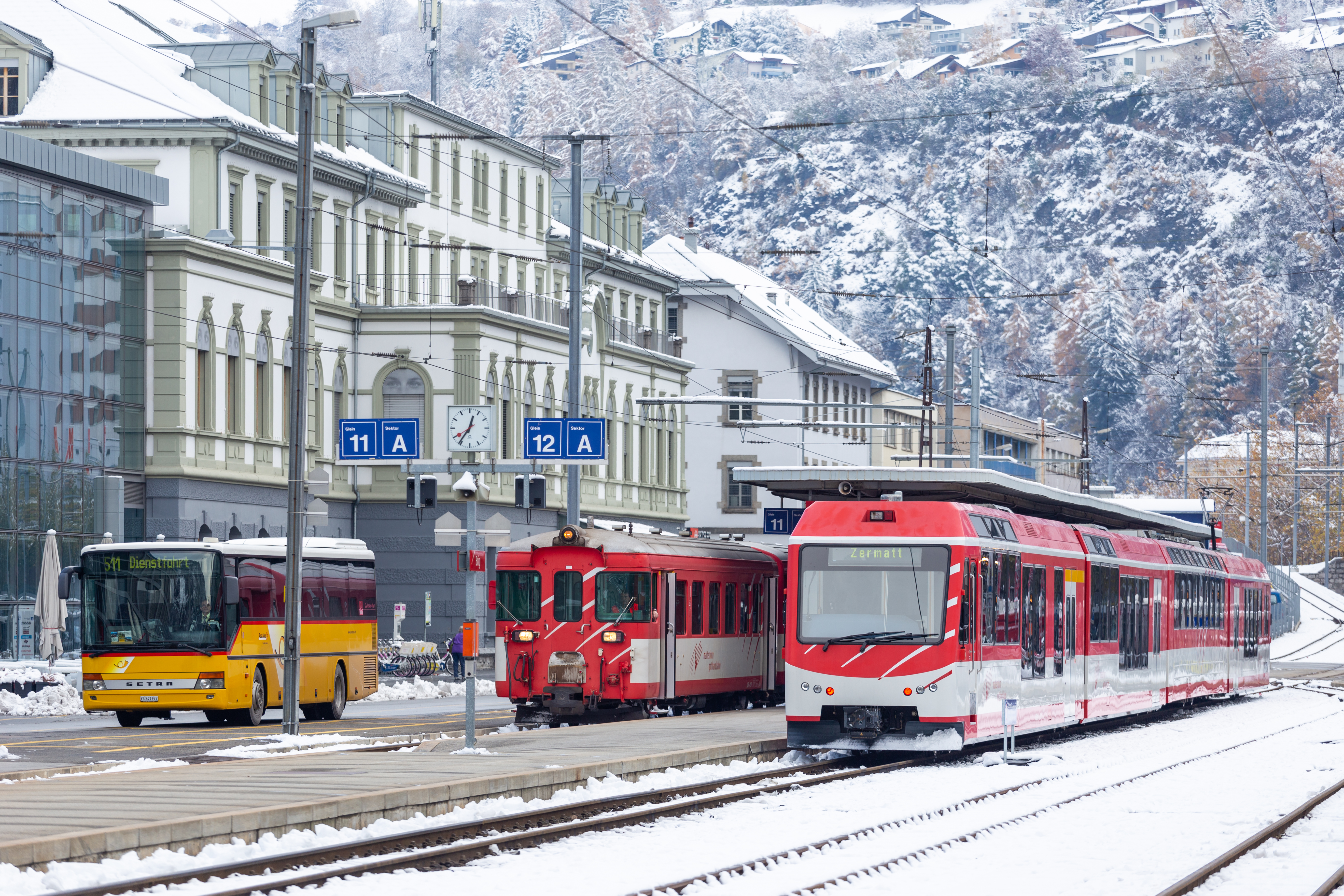
MGB 열차가 있는 브리크역 광장
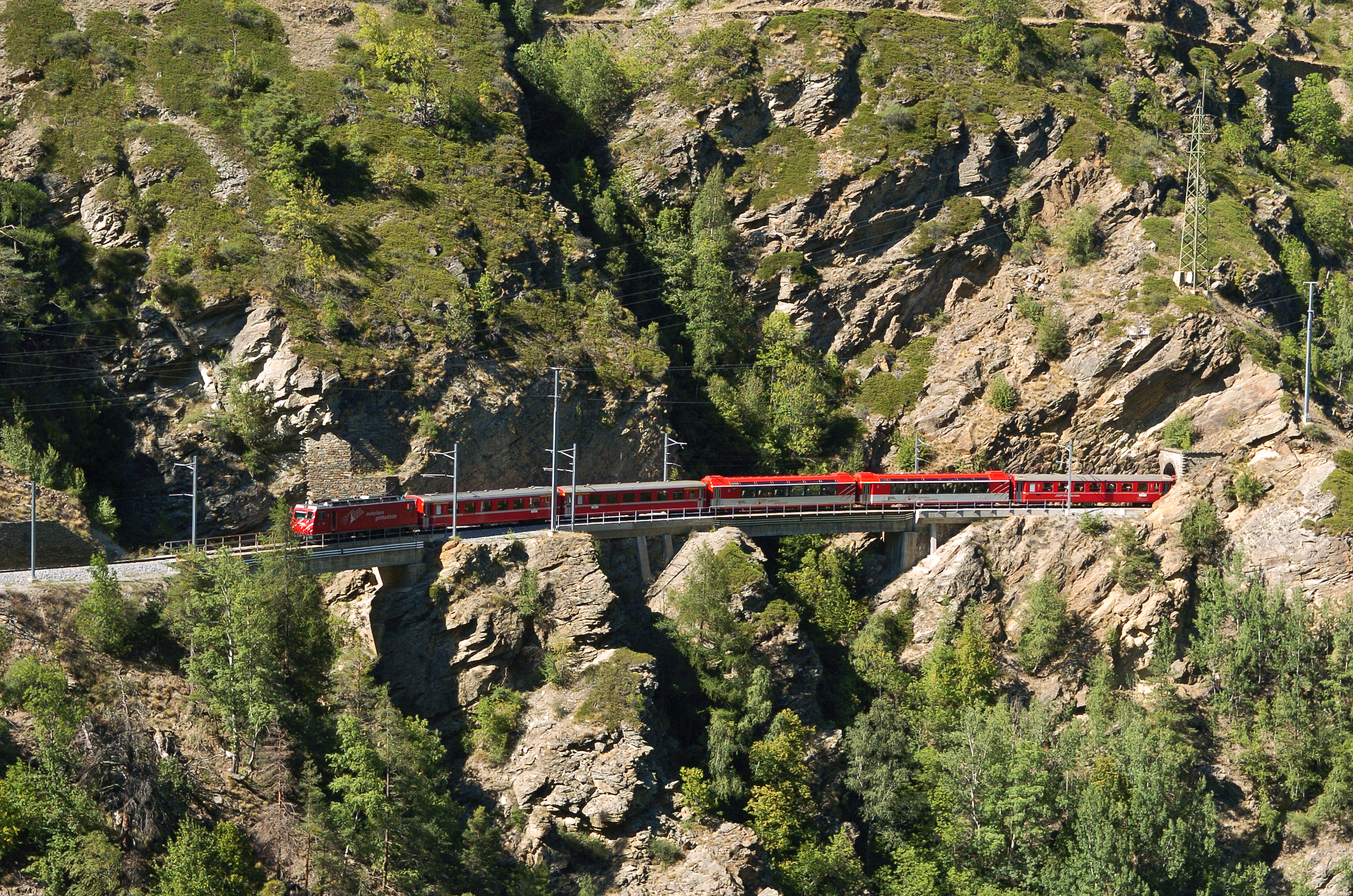
슈탈든 근처의 차량
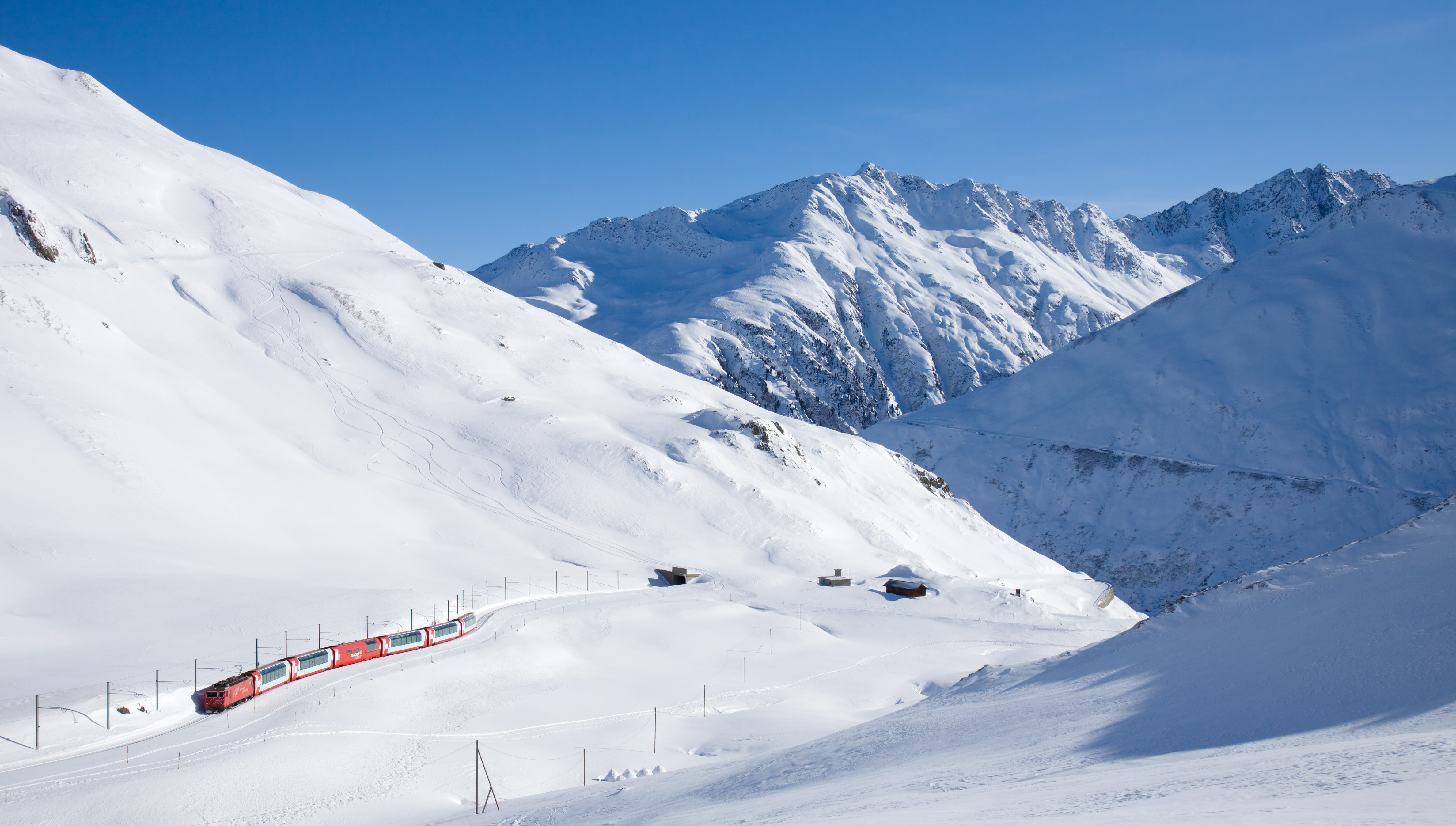
오버알프 호수에 차량
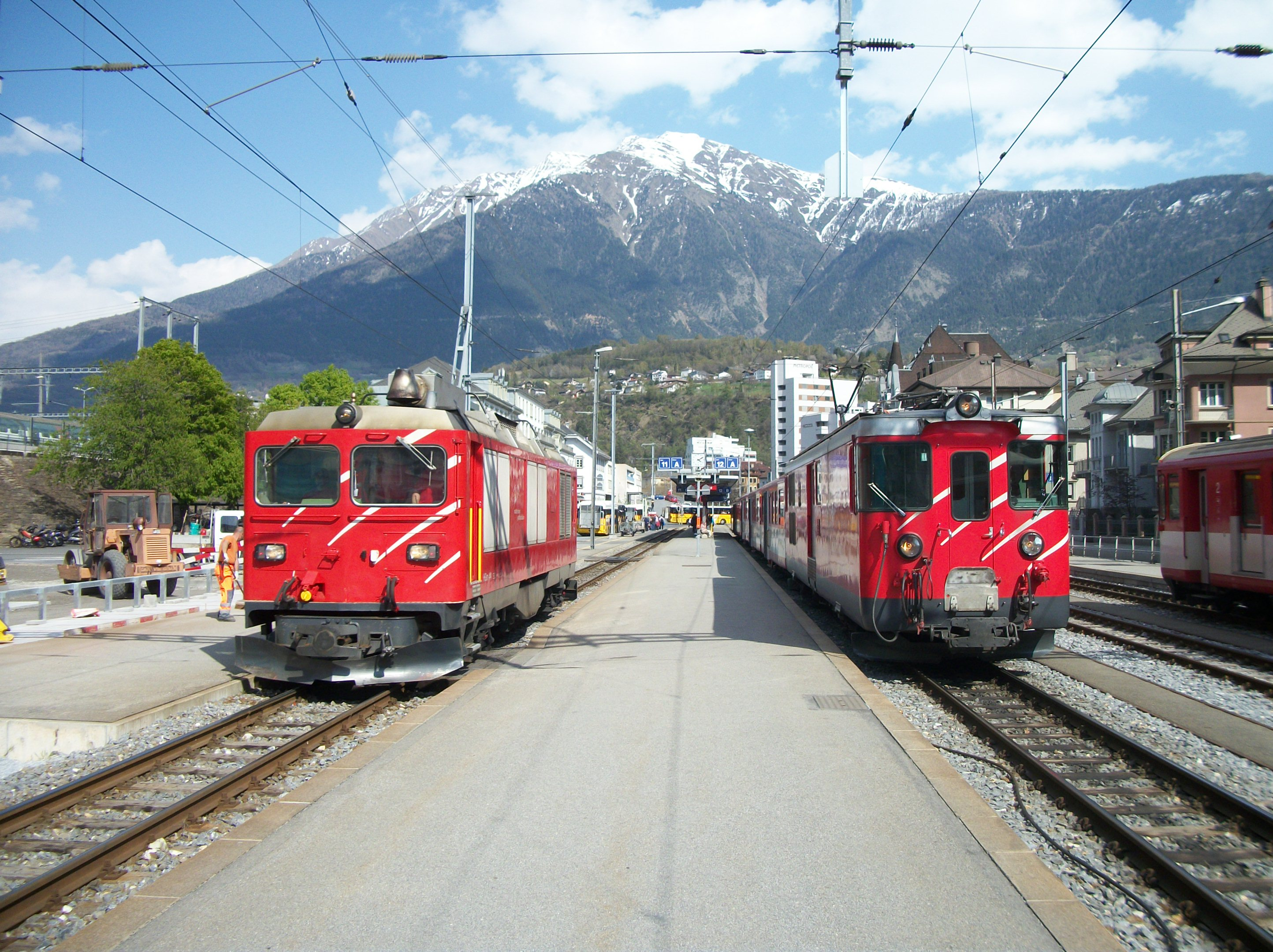
브리크의 마테호른 고트하르트 철도 차량